# BitTornado
BitTornado – aplikacja kliencka sieci BitTornado, eksperymentalnej wersji protokołu BitTorrent, opracowana na bazie podstawowego klienta przez autora tegoż protokołu, Johna Hoffmana. W stosunku do pierwotnego klienta BitTorrenta zawiera kilkanaście usprawnień: m.in. limitowanie uploadu i downloadu, ustalanie priorytetów przy ściąganiu plików czy obsługa IPv6. Wydana na wolnej licencji (podstawowa licencja – MIT).
Program został napisany w języku Python dla zapewnienia niezależności od platformy.
Po uruchomieniu BitTornado prosi o podanie lokalizacji pliku torrent, a po jego wskazaniu natychmiast łączy się z innymi komputerami w sieci.